# کریم، حماة
کریم (به عربی: الکریم) یک روستا در سوریه است که در ناحیه قلعه المضیق واقع شده‌است. کریم ۲٬۸۷۹ نفر جمعیت دارد.